# Robert Irwin

Robert Irwin (2022)

Robert Clarence Irwin, född 1 december 2003 i Buderim i Queensland, är en australisk fotograf, naturvårdare och TV-personlighet.  Han medverkar bland annat i naturserien Crikey! It’s the Irwins som sänds på Animal Planet. Han är son till Steve Irwin. År 2016 blev han tvåa i fototävlingen Australian Geographic Nature Photographer of the Year. Han arbetar på Australia Zoo som grundades av hans far.
Under en offentlig visning den 2 januari 2004 när Robert var en månad gammal, bar hans far honom på armen medan han handmatade en kycklingkropp till en 3,8 meter saltvattenkrokodil. Robert var nära krokodilen och händelsen utlöste jämförelser i pressen med Michael Jacksons dinglande av sin son, Prince Michael Jackson II, utanför ett tyskt hotellfönster. Händelsen fick Queenslands regering att ändra sina lagar om krokodilhantering, och man förbjöd barn och otränade vuxna att gå in krokodilhöljen.
Den 16 februari 2017 gjorde Irwin sin late night tv-debut när han dök upp i NBC:s The Tonight Show Starring Jimmy Fallon. Han presenterade en afrikansk dvärgkrokodil, en chaetophractus vellerosus, en kungsboa och en sengångare för programledaren Jimmy Fallon.